# Alfa Reticuli
Alfa Reticuli (α Ret) – najjaśniejsza gwiazda w gwiazdozbiorze Sieci. Jest odległa od Słońca o około 162 lata świetlne.

## Nazwa
Nazwa własna gwiazdy, Rhombus, pochodzi od nazwy fr. Réticule Rhomboïde, „sieć rombowa”, jaką Nicolas-Louis de Lacaille określał gwiazdozbiór Sieci, a która może odnosić się do starszego gwiazdozbioru historycznego nazwanego Rhombus. Międzynarodowa Unia Astronomiczna w 2024 formalnie zatwierdziła użycie nazwy Rhombus dla określenia tej gwiazdy.

## Charakterystyka
Jest to żółty olbrzym lub nawet jasny olbrzym, należący do typu widmowego G8. Jego temperatura to 4940 K, niższa niż temperatura fotosfery Słońca. Jasność tej gwiazdy jest 237 razy większa niż jasność Słońca, ma ona 21 razy większy promień i 3,5 raza większą masę. Jeszcze 300 milionów lat temu była to błękitna gwiazda ciągu głównego należąca do typu widmowego B, obecnie jest na etapie syntezy helu w węgiel i tlen. Po jej zakończeniu gwiazda pojaśnieje, a następnie odrzuci otoczkę i zakończy życie jako biały karzeł.
Gwiazda ma towarzysza o wielkości gwiazdowej 12m, oddalonego o 50,1 sekundy kątowej (pomiar z 2010 r.). Ruch własny tych gwiazd był zgodny przez 150 lat obserwacji, co świadczy, że układ jest związany grawitacyjnie; składnik B jest czerwonym karłem typu M0. Gwiazdy dzieli w przestrzeni co najmniej 3450 au, okres orbitalny tej pary to co najmniej 60 tysięcy lat.